# Bruno Bruch
Bruno Richard Bruch, född 23 september 1915 i Malmö Sankt Johannes församling, död 22 december 1998 i Hyllie församling i Skåne län, var en svensk ingenjör och företagsledare.
Bruno Bruch var son till verkmästaren Richard Bruch och Elfriede Gasch. Han avlade textilingenjörsexamen vid Höhere Textilschule i Chemnitz 1939 och var fabrikschef vid Mölnlycke Väfveri AB i Göteborg och Växjö 1940–1947. Bruch var sedan verkställande direktör och styrelseledamot i Mestic Trikåfabriker AB i Malmö från 1948.
Han gifte sig 1945 med Annelies Christenson (född i Tyskland 1922), dotter till köpmannen Harald Christenson och Elise Christenson. De fick sonen Ricky Bruch (1946–2011) och dottern Christina (född 1948). Han är begravd på Limhamns kyrkogård i Malmö.